# Pedro da Silva (mensageiro)
Pedro da Silva (Lisboa, circa 1647 - Canadá, 1717) foi o primeiro mensageiro postal da Nova França, que viria a tornar-se parte do atual Canadá. Nasceu em Portugal e era conhecido como Le Portugais, "O Português" em francês. Em 2003 os Serviços Postais canadianos dedicaram-lhe um selo.